# Stemmermühlen
Stemmermühlen (niederdeutsch Stemmermöhlen) ist ein Ortsteil der Ortschaft Kirchwistedt in der Einheitsgemeinde Beverstedt im niedersächsischen Landkreis Cuxhaven. Bis zum Jahr 1935 war es einige Jahrhunderte ein Vollhof bzw. Rittergut.

## Geschichte

### Gut Stemmermühlen
Stemmermühlen war viele Jahrhunderte lang ein Vollhof und eine von der Lune angetriebene Wassermühle. In einer schwierigen Zeit starb der Gutsbesitzer Gottlieb Rauch am 13. Oktober 1930. Sein Sohn Werner konnte das Gut mit der Wassermühle nicht mehr halten und verkaufte es 1934 an die Hannoversche Siedlungsgesellschaft. Die errechnete, dass auf dem 393 Hektar großen Gut 18 Bauern ihr Auskommen haben könnten, wenn der Waldbestand von 120 ha abgeholzt und in Ackerland umgewandelt war. Das geschah 1935. Eine etwa 16 ha große Hofstelle kostete damals 11.500 Reichsmark. Davon mussten 2.800 Reichsmark als Barzahlung geleistet werden.

### Eingemeindungen
Am 29. Januar 1929 wurde Stemmermühlen nach Kirchwistedt eingemeindet.
Im Zuge der Gebietsreform in Niedersachsen wechselte Kirchwistedt am 1. März 1974 von dem Landkreis Bremervörde in die Samtgemeinde Beverstedt (Landkreis Wesermünde).
Seit dem 1. November 2011 ist Kirchwistedt eine Ortschaft in der Einheitsgemeinde Beverstedt im Landkreis Cuxhaven.

### Einwohnerentwicklung
| Jahr      | 1824  | 1848  | 1910  |
| --------- | ----- | ----- | ----- |
| Einwohner | – ¹   | 66 ²  | 64    |
| Quelle    | [ 8 ] | [ 9 ] | [ 1 ] |

¹ 6 Feuerstellen

² in 6 Wohngebäuden

## Politik

### Gemeinderat und Bürgermeister
Auf kommunaler Ebene wird der Ortsteil Stemmermühlen vom Beverstedter Gemeinderat vertreten.

### Ortsvorsteher
Der Ortsvorsteher von Stemmermühlen/Kirchwistedt ist Wilfried Windhorst (CDU).

## Kultur und Sehenswürdigkeiten
Bauwerke
- Gutshaus Stemmermühlen 21 von 1902 auf Gut Stemmermühlen;